# Championnats du monde de cyclisme sur route 2001
Navigation
Plouay 2000 Zolder 2002
Les Championnats du monde de cyclisme sur route 2001 ont eu lieu du 9 au 14 octobre 2001 à Lisbonne au  Portugal.

## Résultats
| Épreuves :                            | Or                             | Or              | Argent                     | Argent | Bronze                        | Bronze       |
| Épreuves masculines                   |                                |                 |                            |        |                               |              |
| Course en ligne Résultats détaillés   | Óscar Freire Espagne           | 6 h 07 min 21 s | Paolo Bettini Italie       | + 0 s  | Andrej Hauptman Slovénie      | + 0 s        |
| Contre-la-montre Résultats détaillés  | Jan Ullrich Allemagne          | 51 min 50 s     | David Millar Royaume-Uni   | + 6 s  | Santiago Botero Colombie      | + 17 s       |
| Épreuves masculines - moins de 23 ans |                                |                 |                            |        |                               |              |
| Course en ligne Résultats détaillés   | Yaroslav Popovych Ukraine      | 3 h 36 min 28 s | Giampaolo Caruso Italie    | + 17 s | Ruslan Gryschenko Ukraine     | + 1 min 24 s |
| Contre-la-montre Résultats détaillés  | Danny Pate États-Unis          | 46 min 29 s     | Sebastian Lang Allemagne   | + 38 s | James Perry Afrique du Sud    | + 39 s       |
| Épreuves féminines                    |                                |                 |                            |        |                               |              |
| Course en ligne Résultats détaillés   | Rasa Polikevičiūtė Lituanie    | 2 h 59 min 15 s | Edita Pučinskaitė Lituanie | + 0 s  | Jeannie Longo-Ciprelli France | + 0 s        |
| Contre-la-montre Résultats détaillés  | Jeannie Longo-Ciprelli France  | 29 min 08 s     | Nicole Brändli Suisse      | + 0 s  | Teodora Ruano Sanchon Espagne | + 44 s       |
| Épreuves masculines - juniors         |                                |                 |                            |        |                               |              |
| Course en ligne Résultats détaillés   | Oleksandr Kvachuk Ukraine      | 2 h 58 min 43 s | Niels Scheuneman Pays-Bas  | + 7 s  | Mathieu Perget France         | + 7 s        |
| Contre-la-montre Résultats détaillés  | Jurgen Van den Broeck Belgique | 27 min 28 s     | Oleksandr Kvachuk Ukraine  | + 0 s  | Niels Scheuneman Pays-Bas     | + 1 s        |
| Épreuves féminines - juniors          |                                |                 |                            |        |                               |              |
| Course en ligne Résultats détaillés   | Nicole Cooke Royaume-Uni       | 2 h 01 min 25 s | Pleuni Mohlmann Pays-Bas   | + 17 s | Maja Włoszczowska Pologne     | + 29 s       |
| Contre-la-montre Résultats détaillés  | Nicole Cooke Royaume-Uni       | 18 min 45 s     | Natalia Boyarskaya Russie  | + 9 s  | Diana Elmentaitė Lituanie     | + 10 s       |

## Tableau des médailles
| Rang | Nation         | Médaille d'or | Médaille d'argent | Médaille de bronze | Total |
| ---- | -------------- | ------------- | ----------------- | ------------------ | ----- |
| 1    | Ukraine        | 2             | 1                 | 1                  | 4     |
| 2    | Royaume-Uni    | 2             | 1                 | -                  | 3     |
| 3    | Lituanie       | 1             | 1                 | 1                  | 3     |
| 4    | Allemagne      | 1             | 1                 | -                  | 2     |
| 5    | France         | 1             | -                 | 2                  | 3     |
| 6    | Espagne        | 1             | -                 | 1                  | 2     |
| 7    | Belgique       | 1             | -                 | -                  | 1     |
| 7    | États-Unis     | 1             | -                 | -                  | 1     |
| 9    | Pays-Bas       | -             | 2                 | 1                  | 3     |
| 10   | Italie         | -             | 2                 | -                  | 2     |
| 11   | Russie         | -             | 1                 | -                  | 1     |
| 11   | Suisse         | -             | 1                 | -                  | 1     |
| 13   | Colombie       | -             | -                 | 1                  | 1     |
| 13   | Suède          | -             | -                 | 1                  | 1     |
| 13   | Slovénie       | -             | -                 | 1                  | 1     |
| 13   | Afrique du Sud | -             | -                 | 1                  | 1     |